# أوفيليا كولب
أوفيليا كولب (بالفرنسية: Ophélia Kolb) هي ممثلة فرنسية، ولدت في 1982.

## وصلات خارجية
- أوفيليا كولب على موقع IMDb (الإنجليزية)
- أوفيليا كولب على موقع ألو سيني (الفرنسية)
- أوفيليا كولب على موقع أول موفي (الإنجليزية)
- أوفيليا كولب على موقع قاعدة بيانات الأفلام السويدية (السويدية)
- أوفيليا كولب على موقع قاعدة بيانات الفيلم (الإنجليزية)
- أوفيليا كولب على موقع ليتربوكسد (الإنجليزية)
- أوفيليا كولب على موقع كينوبويسك (الروسية)